# Щёкинский сельсовет (Волоколамский район)
Щёкинский сельсовет — упразднённая административно-территориальная единица, существовавшая на территории Московской губернии и Московской области в 1925—1954 годах.
Щёкинский сельсовет был образован в 1925 году в составе Яропольскую волость Волоколамского уезда Московской губернии путём преобразования Путятинского с/с.
В 1927 году из Щёкинского с/с был выделен Путятинский с/с.
По данным 1926 года в состав сельсовета входили 2 населённых пункта — Щёкино и Путятино, а также 1 посёлок и 2 хутора.
В 1929 году Щёкинский с/с был отнесён к Волоколамскому району Московского округа Московской области. При этом к нему был присоединён Путятинский с/с.
17 июля 1939 года к Щёкинскому с/с был присоединён Ивановский с/с.
4 января 1952 года к Щёкинскому с/с было присоединено селение Владычино Алферьевского с/с.
14 июня 1954 года Щёкинский с/с был упразднён. При этом его территория была передана в Кашинский с/с.